# B' Katīgoria 2002-2003
L'edizione 2002-2003 della B' Katīgoria vide la vittoria finale dell'Anagennisi Deryneia.

## Formula
Le 14 squadre partecipanti hanno disputato il campionato incontrandosi in due gironi di andata e ritorno, per un totale di 26 giornate. Erano previste tre retrocessioni e tre promozioni.

## Classifica finale
|  |    | Classifica finale              | G  | V  | N | P  | GF | GS | DR  | Punti |
|  | -- | ------------------------------ | -- | -- | - | -- | -- | -- | --- | ----- |
|  | 1  | Anagennīsī Deryneia            | 26 | 18 | 2 | 6  | 53 | 27 | +26 | 56    |
|  | 2  | Doxa Katōkopias                | 26 | 15 | 7 | 4  | 63 | 26 | +37 | 50    |
|  | 3  | Onīsilos Sōtīra                | 26 | 14 | 8 | 4  | 48 | 34 | +14 | 50    |
|  | 4  | ASIL Lysī                      | 26 | 12 | 7 | 7  | 45 | 38 | +7  | 43    |
|  | 5  | Ethnikos Assia                 | 26 | 12 | 6 | 8  | 51 | 34 | +17 | 42    |
|  | 6  | Agia Napa                      | 26 | 10 | 6 | 10 | 43 | 47 | -4  | 36    |
|  | 7  | Ermīs Aradippou                | 26 | 9  | 8 | 9  | 51 | 48 | +3  | 35    |
|  | 8  | EN ThOΪ Lakatamia              | 26 | 9  | 7 | 10 | 47 | 43 | +4  | 34    |
|  | 9  | Enosi Kokkinotrimithias        | 26 | 9  | 5 | 12 | 35 | 47 | -12 | 32    |
|  | 10 | S.E.K. Ayiou Athanasiou        | 26 | 8  | 7 | 11 | 38 | 47 | -9  | 31    |
|  | 11 | APEP Pitsilia                  | 26 | 9  | 4 | 13 | 39 | 56 | -17 | 31    |
|  | 12 | Chalkanoras Idaliou            | 26 | 8  | 5 | 13 | 39 | 41 | -2  | 29    |
|  | 13 | AEK Achilleas Ayiou Theraponta | 26 | 7  | 5 | 14 | 44 | 63 | -19 | 26    |
|  | 14 | Anagennisi Germasoyias         | 26 | 3  | 1 | 22 | 32 | 77 | -45 | 10    |

G = Partite giocate; V = Vittorie; N = Nulle/Pareggi; P = Perse; GF = Goal fatti; GS = Goal subiti; DR = Differenza reti.

### Verdetti
- Anagennisi Deryneia , Doxa Katokopias e Onisillos promossi in Divisione A.
- Chalkanoras Idaliou, AEK Achilleas Ayiou Theraponta e Anagennisi Germasoyias retrocesse in Terza Divisione.